# アレッポ大学学術交流日本センター
アレッポ大学学術交流日本センター（アラビア語: مركز اليابان للتعاون الأكاديمي - جامعة حلب , 英語: Japan Center for Academic Cooperation at University of Aleppo）は、シリアのアレッポ大学にある日本語教育機関を指す。アレッポでは通称で「日本センター」とも呼ばれる。1995年に設立され、学生にかぎらず一般市民にも日本文化を伝える役割を持った。シリア内戦の発生によって日本人スタッフは帰国したが、学生ボランティアの協力によって日本語教育やイベントが継続された。

## 経緯
シリアでの日本語教育は、1979年の在シリア日本国大使館の日本語講座に始まる。日本センターは1995年にアレッポ大学に設立され、シリアの大学では初の日本語教育機関となった。組織的には、アレッポ大学の高等言語センターの下部組織にあたる。開設当時の学生は少人数で、のちに人数が増えて2010年頃には毎年250人が登録するようになった。
2011年3月15日にシリア南部のダルアーをはじめとする都市でデモが行われ、4月にはシリア国内の日本人に退避勧告が出たため、センターには日本人はいなくなった。2012年5月にはアレッポ大学で政府に抗議する学生のデモがあり、2012年7月19日にはアレッポでバッシャール・アル＝アサド政権の政府軍と、反体制派の自由シリア軍が戦闘を開始し、のちにアレッポの戦いと呼ばれる長期戦となった。
内戦のために日本センターの学生からも負傷者や死亡者が出た。アレッポ大学には周辺地域からの避難民が3万人近く生活した。2013年1月15日にはアレッポ大学の学生寮と建築学部の付近で爆発が起き、80人以上が死亡した。日本語教師がいなくなったのち、教師の不足によって2015年に学生の募集を停止して1年ほど休止状態になった。
内戦中でも日本センターは学生に人気があり、学生ボランティアも参加して授業を縮小したかたちで日本語教育が再開された。慶應義塾大学の学生とはSkypeで交流会が行われた。日本語の難しい部分についてはスマートフォンのメッセージを使って質問したり、SNSやYouTubeを参考にした。書道は東宮たくみからSkypeやYouTubeを通して学んだ。2016年には、日本政府によるシリア難民の留学生支援も決定した。2015年以降にはセンターへの日本人の訪問が再開したが、2021年時点で日本人教師はいまだに戻っていない。

## スタッフ・生徒
日本語の教育は、副センター長のアフマド・アルマンスールとJICA海外協力隊員の日本語教師たちが担当した。1997年以降に14人の日本語教師が派遣された。マンスールは日本の留学経験者で日本文化に造詣があり、センター全体のまとめ役だった。JICAの日本語教師は2人体制で、多くのシリア人にとって初めて日本語を交わす日本人だった。設立に関わった奥田敦も副センター長を務めた。
センターに通う学生は、イスラーム教徒、キリスト教徒、クルド人、アルメニア人、アッシリア人などがいた。学生が日本センターで学び始めたきっかけは、日本製品や日本経済の良いイメージ、アニメや漫画、日本の日常を紹介する番組などさまざまだった。センター出身者の中には、研究員として日本の研究に参加している者もいる。

## 部活・行事
部活動には、アニメ部、書道部、折り紙部、生花部、着物部、茶道部などがあった。たとえばアニメ部では、好きな作品のキャラクターなどを描いた。着物部では、YouTubeの動画を参考にして着付けを勉強した。書道部では作品をFacebookに投稿し、日本人からの好意的なコメントがついた。
2001年以降は、年1回のイベントとして「ジャパンフェア」を開催した。日本語や日本文化を紹介する内容で、アレッポ市民も訪問する人気のイベントとなった。展示や実演では漫画・アニメ、日本語レッスン、クイズ、折り紙や生花の体験、日本語劇、日本語で名前を書くコーナー、スタンプラリーなどがあった。慶應義塾大学の語学・文化研修のスケジュールもフェアに合わせて行われた。内戦中の2014年や2015年にもフェアは開催されてアレッポ市民の好評を呼んだ。

## カリキュラム、設備
カリキュラムでは日本語や日本文化についての授業があった。日本語は初級、中級、上級に分かれており、それぞれ3ヶ月のプログラムでレベルが1から12まであり、レベル1では日本の小学校と同様にひらがなの読み書きから始まり、カタカナ、漢字、文法、読解、聞き取り、会話とレベルアップしてゆく。将来的にはシリア人のみによる日本語教育を可能とすることを目的としており、教える練習も行った。年1回、センターで慶應義塾大学の語学・文化研修が行われた。
日本センターは歯学部と学生寮の間に位置している。大教室の「紫室」、日本人教師の部屋2つ、ライブラリーで構成される。ライブラリーには日本語の教科書、小説、漫画、社会や経済に関する書籍、ビデオ、CDなど3000点が所蔵されている。エジプトを除けば、アラブ諸国の中では最大の規模となっている。
国際機関や日本からの支援で送られた設備もある。2015年以降は、大妻多摩中学高等学校から有志で寄付された書道用具が送られるようになった。